# Aconoidasida
Aconoidasida es una clase de parásitos apicomplejos, causantes de graves enfermedades en los animales y en los seres humanos. Los organismos de este grupo presentan un orgánulo característico en un extremo de su membrana externa, denominado complejo apical. Este orgánulo incluye unas vesículas, llamadas roptrias y micronemas, que se abren en la parte anterior de la célula. Estas secretan enzimas que permiten al parásito entrar y parasitar las células del huésped. La punta del complejo apical se rodea de una banda de microtúbulos denominada anillo polar. 
Los miembros de esta clase carecen del cono de fibrillas denominado conoide en las etapas asexuales, excepto en algunos zigotos diploides móviles. Esta estructura, por el contrario, está presente entre los miembros de la otra clase, Conoidasida. En Aconoidasida se forman microgametos y macrogametos (masculinos y femeninos) independientemente.
La clase tiene dos órdenes: Haemosporida y Piroplasmida.